# Mason (Wisconsin)
Mason es una villa ubicada en el condado de Bayfield en el estado estadounidense de Wisconsin. En el Censo de 2010 tenía una población de 93 habitantes y una densidad poblacional de 50,5 personas por km².

## Geografía
Mason se encuentra ubicada en las coordenadas 46°26′8″N 91°3′37″O / 46.43556, -91.06028. Según la Oficina del Censo de los Estados Unidos, Mason tiene una superficie total de 1.84 km², de la cual 1.84 km² corresponden a tierra firme y (0%) 0 km² es agua.

## Demografía
Según el censo de 2010, había 93 personas residiendo en Mason. La densidad de población era de 50,5 hab./km². De los 93 habitantes, Mason estaba compuesto por el 81.72% blancos, el 5.38% eran afroamericanos, el 2.15% eran amerindios, el 0% eran asiáticos, el 0% eran isleños del Pacífico, el 0% eran de otras razas y el 10.75% pertenecían a dos o más razas. Del total de la población el 3.23% eran hispanos o latinos de cualquier raza.